# アカガシラエボシドリ
アカガシラエボシドリ（赤頭烏帽子鳥・学名Tauraco erythrolophus）は、エボシドリ科の鳥類。

## 生態
果実を食べる。鳴き声は密林のサルにやや似ている。

## 分布
アンゴラ西部に生息する。